# Молодший лейтенант (ВМС)

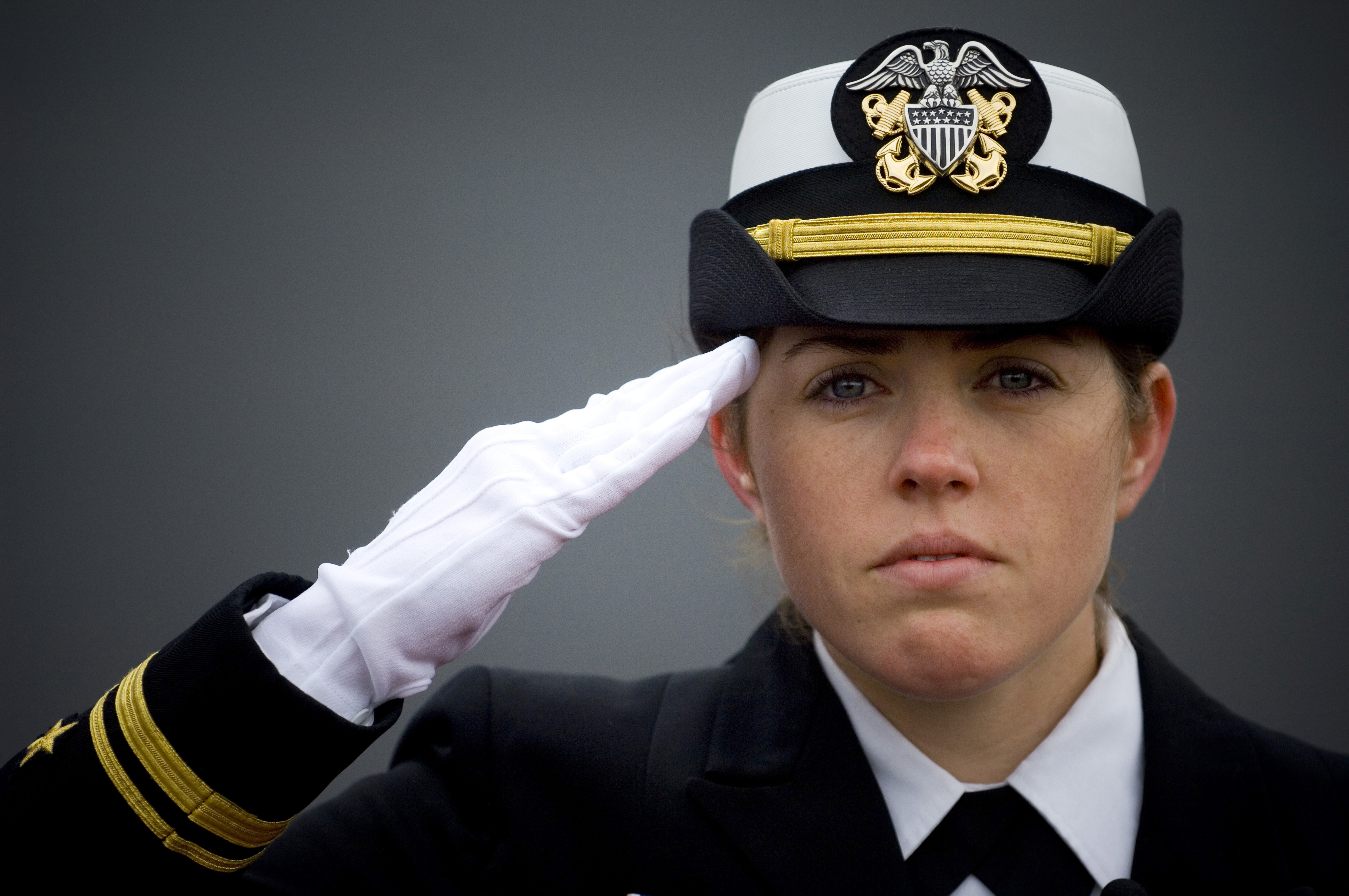
Молодший лейтенант флоту США віддає салют у 2008.

Відзнака молодшого лейтенанта. Стиль та метод носіння у кожної служби може бути своїм.

Молодший лейтенант (англ. LTJG) — звання молодшого офіцерського складу у ВМС США, береговій охороні, офіцерському корпусі охорони здоров'я та Національному офіцерському корпусі управління океанографічними та атмосферними проблемами США (NOAA Corps), це звання має кодування O-2. Звання також використовують у Морській службі США. Також звання використовували у Корпусі дослідження узбережжя та геодезії США (1917—1965) та в Управлінні уряду з навколишнього середовища або ESSA Corps (1965—1970).
Звання молодшого лейтенанта йде за званням енсіна та нижче звання лейтенанта і дорівнює званню першого лейтенанта у інших формуваннях (армії, морській піхоті та ВПС) та суб-лейтенанта у Королівському флоті та флотах багатьох країн Співдружності.
Призначення молодших лейтенантів здійснює Міністерство оборони згідно з Законом про управління персоналом Міністерства оборони від 1980. За законом всі «всі компетентні» енсіни повинні отримати звання молодшого лейтенанта. Термін призначення на посаду складає два роки для флоту або 18 місяців для берегової охорони. Молодші лейтенанти зазвичай командують старшинами та матросами, окрім призначень на невеликий літак або у штаб. Зазвичай молодші лейтенанти на борту корабля виконують роль командирів дивізіонів
Молодший лейтенант зазвичай у розмові згадується як JG («Jay-Jee»). До 3 березня 1883, це звання на флоті було відоме як майстер.

Відзнака ВМС США.
Відзнака Берегової охорони США.
Відзнака корпусу NOAA.
Відзнака офіцерського корпусу охорони здоров'я.